# Loureiro (winorośl)
Loureiro, loureira – odmiana winorośli o jasnej skórce. Uprawiana w północnej Portugalii i w Galicji na białe wina, w tym vinho verde. Nazwa jest tożsama z tamtejszą nazwą lauru, którym pachną owoce. Zaliczana do najlepszych szczepów portugalskich.

## Pochodzenie
Odmiana była znana już pod koniec XVIII wieku.
Instytut Geilweilerhof w swojej bazie podaje jako miejsce pochodzenia Hiszpanię. Robinson, Harding i Vouillamoz podają bardziej precyzyjnie dolinę rzeki Lima, która jednak płynie przez Hiszpanię i Portugalię.
Odmiana została zidentyfikowana jako krzyżówka szczepów amaral i branco escola.

## Charakterystyka
Loureiro dojrzewa wcześnie. Odmiana jest wysokiej jakości i plenna, bardziej niż alvarinho, aromatyczna. W Hiszpanii przepisy DO dopuszczają zbiór odpowiadający 87,5 hl/ha. Szczep jest podatny na choroby, m.in. mączniaka prawdziwego i rzekomego i szkodniki.
Istnieje również rzadko uprawiana odmiana loureiro tinto, o nieustalonym dotąd pokrewieństwie

## Wina
Obok alvarinho najlepsza odmiana na vinho verde.  Loureiro jest często mieszana ze szczepami trajadura i pedernã (arinto), które również uchodzą za dobrze nadające się do produkcji tego wina. Vinho verde z odmiany loureiro jest delikatniejsze.
W zapachu wyróżniają się aromaty kwiatów lauru, lipy, pomarańczy i akacji. W smaku nuty pomarańczy i brzoskwini. 
Z loureiro, jako wyróżniającej się odmiany produkuje się niekiedy wina jednoodmianowe

## Rozpowszechnienie
Loureiro zyskało popularność od lat 60. i 70. XX wieku. Odmiana loureiro jest szczególnie popularna w środkowej części regionu vinho verde, np. w regionie Lima. Dopuszczona do win regionalnych Rios do Minho (o niższych wymogach niż vinho verde i możliwości wykorzystania obcych odmian). Jest dopuszczona do uprawy także w innych częściach Portugalii. Obszar upraw w kraju rósł: w 1989 roku zarejestrowano 2384 ha, dziesięć lat później 3938 ha, a w 2007 roku – 5200 ha. Według innego źródła w 2010 było w Portugalii 2428 ha obsadzonych odmianą.
W Hiszpanii loureira jest autoryzowana i uprawiana w apelacjach DO Rías Baixas, Ribeira Sacra i Ribeiro, gdzie jest tradycyjną odmianą.
Odmianą obsadzonych było: w 1989 roku 194 ha, w 1999 roku 453 ha, a w 2008 roku – 584 ha.

## Synonimy
Podstawowymi nazwami są loureiro (Portugalia) i loureira (Galicja). Inne to: amarnate, baiao, basto, branco redondo, branco redondos, dorado, dourada, dourado, false pedro, loeireiro blanco, loureiro branco, marques, marquez, rutherglen pedro. Dzięki badaniom DNA okazało się, że kilka z używanych synonimów dotyczy innych odmian: arinto, arinto branco i gallego dourado.